# High Wycombe
High Wycombe város az Egyesült Királyságban, Dél-Angliában, Buckinghamshire megyében. London központja és Oxford között mintegy félúton fekszik. Lakossága 120 ezer fő volt 2011-ben.

## Látnivalók
Látnivalók a városban és a környéken:
- Parish Church
- Bradenham Manor House, 17. századi uradalmi ház
- Chiltern Hills - változatos dombos táj, sok erdei sétaúttal
- Hughenden Manor, 19. századi uradalmi ház, a nagy államférfi, Benjamin Disraeli emlékeivel
- Hellfire Caves (West Wycombe)
- West Wycombe Park, udvarházzal, amelyet 1750 körül Palladio stílusát utánzó modorban építettek
- Wycombe Museum

## Nevezetes szülöttei
- Sir Geoffrey da Havilland (1882-1965) repülőgép tervező
- Terry Cox (* 1937), jazz-zenész
- Robbie Kerr (* 1979), autóversenyző
- Charlotte Roche (* 1978), énekes, színésznő
- Jean Shrimpton (* 1942), modell
- Mike Westbrook (* 1936), jazz-zenész
- Thomas Francis Anthony Devine (* 1956), focista
- Leigh-Anne Pinnock (* 1991), a Little Mix lánybanda tagja
- Aaron Taylor-Johnson (* 1990), színész

## Fordítás
- Ez a szócikk részben vagy egészben  a   High_Wycombe című német Wikipédia-szócikk fordításán alapul.  Az eredeti cikk szerkesztőit annak laptörténete sorolja fel. Ez a jelzés csupán a megfogalmazás eredetét és a szerzői jogokat jelzi, nem szolgál a cikkben szereplő információk forrásmegjelöléseként.
- Ez a szócikk részben vagy egészben  a   High_Wycombe című angol Wikipédia-szócikk fordításán alapul.  Az eredeti cikk szerkesztőit annak laptörténete sorolja fel. Ez a jelzés csupán a megfogalmazás eredetét és a szerzői jogokat jelzi, nem szolgál a cikkben szereplő információk forrásmegjelöléseként.